# Anne Steinlein

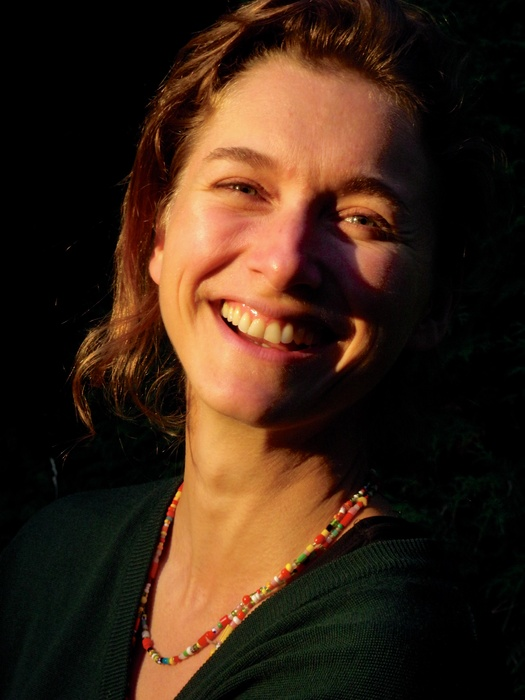
Anne Steinlein

Anne Steinlein (* Januar 1973) gehört zu den „wilden“ Malerinnen der französischen Kunstszene. Sie studierte an der École Supérieure d’Arts Graphiques (Penninghen) in Paris.
Sie bezeichnet sich selbst als paintre voyageuse, als reisende Malerin. Auf ihren Reisen, die sie von Spitzbergen nach Marokko, von Island nach Burkina Faso führten, entwickelte sie auch ihren eigenen, unverwechselbaren Malstil. Ihre Bilder und Skizzen sind voller Gefühl und Lebenslust.
In Frankreich zählt sie zu den gefragten „Newcomern“ der Szene, in Deutschland ist sie noch wenig bekannt, am ehesten aus der Fernsehsendung Reiseskizzen auf ARTE. Ihre DVDs zu dieser Sendung und ihre Reiseskizzen-Bücher sind gefragte Sammelobjekte und überall ausverkauft. Für ihre Bilder und Skizzen von Spitzbergen wurde sie 2001 auf der Biennale du Carnet de voyage in Clermont-Ferrand ausgezeichnet.

## Werke
- Sur les pas de Marguerite Duras. Mit Illustrationen von Anne Steinlein. Presses de la Renaissance, 2006, ISBN 2-7509-0184-7.
- Voyage au Maroc. Presses de la Renaissance, 2003, ISBN 2-85616-893-0.
- Burkina Faso. Presses de la Renaissance, 2003, ISBN 2-85616-892-2.
- Lumière du nord Spitzberg. Reflets d’Ailleurs, 2002